# Hrabstwo Amador
Hrabstwo Amador (ang. Amador County) – hrabstwo w stanie Kalifornia w Stanach Zjednoczonych. Obszar całkowity hrabstwa obejmuje powierzchnię 604,69 mil² (1566,14 km²). Według szacunków United States Census Bureau w roku 2009 miało 37 876 mieszkańców.
Hrabstwo powstało w 1854 roku.

## Miejscowości
- Amador City
- Ione
- Jackson
- Plymouth
- Sutter Creek[4].

## CDP
- Buckhorn
- Buena Vista
- Camanche North Shore
- Camanche Village
- Drytown
- Fiddletown
- Martell
- Pine Grove
- Pioneer
- Red Corral
- River Pines
- Volcano